# Дин (правитель Бохая)
Дин (личное имя Юань-юй) (кор. Чон-ван\Воню) — седьмой император государства Бохай, правивший в 809—813 годах. Девиз правления — Юн-дэ (кор. Ёндок).